# Pentagram (jeu vidéo)
Pentagram est un jeu vidéo d’action-aventure développé et publié par Ultimate Play the Game sur ZX Spectrum et MSX en 1986. Il est le quatrième jeu de la série Sabreman, faisant suite à Sabre Wulf, Underwurlde et Knight Lore.  Comme son prédécesseur Knight Lore, le jeu utilise le moteur de jeu Filmation. 

## Accueil
| Pentagram                |      |       |
| Média                    | Pays | Notes |
| Crash Magazine           | US   | 93%   |
| Computer and Video Games | US   | 5/10  |
| Sinclair User            | US   | 3/5   |
| Your Sinclair            | US   | 7/10  |